# Абакумов Ігор
І́гор Абаку́мов (фр. Igor Abakoumov, нар. 30 травня 1981, Бердянськ, Українська РСР, СРСР) — український і бельгійський велосипедист.
Ігор Абакумов народився України і до 14 вересня 2001 року мав українське громадянство. Почав кар'єру у 2004 році в бельгійській велосипедній команді Chocolade Jacques-Topsport Vlaanderen. У 2005 році він перейшов у команду Continental Team.